# 罗伯特·胡贝尔
罗伯特·胡贝尔（德語：Robert Huber，1937年2月20日—）生於慕尼黑，德国化学家，1988年诺贝尔化学奖得主。